# Чаномыч
Чаномыч — река на полуострове Камчатка. Протекает по территории Тигильского района Камчатского края России.
Длина реки — 21 км. Берёт исток в болоте, протекает в целом в северном направлении, в верховье резко поворачивает на запад до впадения в реку Хайрюзова слева.
Гидроним имеет ительменское происхождение.

## Притоки
Объекты перечислены по порядку от устья к истоку (← левый приток | → правый приток | — объект на реке):
- ← Гусиный
- → Осенний

По данным государственного водного реестра России относится к Анадыро-Колымскому бассейновому округу.